# Região Oeste (Nigéria)
A Região Oeste foi uma subdivisão da federação da Nigéria até 1967. Sua capital era Ibadan. Foi estabelecida nos anos 1930 sob regra britânica como uma subdivisão da colônia Sul da Nigéria. Após a independência da Nigéria em 1960, tornou-se um dos membros da federação, juntamente com a Região Leste e a Região Norte.
Em 1963, duas províncias suas, Benin e Delta, foram separadas da região para formar a nova Região Centro-Oeste.
Em 1967, as regiões foram abolidas. A área foi subdividida nos estados Lagos e Oeste da Nigéria, que, mais tarde, seria também subdividida.